# 納拉因 (演員)
蘇尼爾·庫馬爾（英語：Sunil Kumar，1979年10月7日—）或稱藝名納拉因（英語：Narain），印度男演員，主要出演馬拉雅拉姆語、泰米爾語和泰盧固語電影。他在2002年馬拉雅拉姆語電影《影子殺手》中首次亮相，隨後出演了《4人組》（2004年）、《阿楚的母親》（2005年）和《同學會》（2006年）。納拉因的泰米爾語和泰盧固語首演作分別為《親愛的，照片會說話》（2006年）與《年輕人小隊》（2004年）。
納拉因在洛克希電影宇宙電影《機關槍囚徒》（2019年）中飾演貝喬伊（Bejoy），之後又出演了同宇宙的《考萊塢之硬漢任務》（2022年）。

## 早年及個人生活
納拉因1979年10月7日生於西孟加拉邦加尔各答。納拉因在特里蘇爾的聖托馬斯學院完成了預科學位，並畢業於斯里喀拉拉邦瓦爾瑪學院。後在MGR政府影視學院（MGR Government Film And Television Institute）獲得了電影攝影文憑。他加入了王牌攝影指導拉吉夫·梅農的團隊，後來辭職去嘗試演藝機會2007年8月26日，他與馬拉雅拉姆語電視主持人曼朱·哈里達斯（Manju Haridas）結婚。曼朱曾主持《少年巨星》（Superstar Junior）等節目，並在納拉因主演的《親愛的，照片會說話》（2006年）中獻唱。夫妻倆有兩個孩子，分別為生於2008年的女兒及生於2022年的兒子。

## 外部連結
- 納拉因在互联网电影资料库（IMDb）上的資料（英文）